# Obecné figury
Obecné figury jsou v heraldice různá zvířata, lidé, nástroje a jiné předměty, které tvoří výplň štítu.
Figury bývají stylizované, důležité je, aby co nejvíce vyplňovaly plochu štítu.

## Přirozené figury

### Životné
- Člověk – může být oděný nebo nahý, a někdy může být ve štítu jen jeho část
  - Hlava – obyčejně připomíná vítězné boje, např. hlava Turka v erbu Schwarzenberků
  - Ruce, nohy
- Zvířata a jejich části – obyčejně savci a ptáci, ale například i hmyz; viz Heraldická zvířata
- Rostliny a jejich části – stromy, keře, byliny, jejich květy a plody

### Neživotné
- Pozemské – oheň, voda, blesk
- Nadpozemské – Měsíc, Slunce, hvězdy (zpravidla šesticípé, popřípadě pěticípé (starší znak Semil))

## Nadpřirozené figury

### Nadpřirozené bytosti
- Bůh, světci a jejich atributy
- Biblické bytosti – ďábel, archanděl
- Pohanská božstva – Triton, Hermés

### Obludy a nestvůry
- Z lidských a zvířecích těl – harpyje, kentaur
- Ze zvířecích těl – okřídlená ryba

### Bájná zvířata
- drak, gryf

## Umělé figury

### Zbraně a zbroj
- třmen, meč, luk, dřevec, dělová koule

### Oděvy a jejich součásti
- bota, klobouk, rukavice

### Pracovní nástroje
- sekera, kladivo, hrábě, hříč, radlice

### Výrobky
- hřeben, kolo

### Hudební nástroje
- buben, trubka (lovecký roh), harfa

## Stavby a jejich součásti
- brána, hrad, kostel, věž, zeď

### Odznaky důstojnosti
- meč, berla, mitra, tiára

### Předměty a znaky neurčitého původu
- písmena

## Vzácné figury a zajímavosti

### Běs
Pohanský bůžek, kreslí se jako bezruký vousatý muž.

### Divý muž
Přirozená figura, označovaná též jako Herkules, kreslí se jako nahý muž, s břečťanem kolem spánků a beder,
opřený o kyj, nebo ho má alespoň přehozený přes rameno, ztělesňuje přírodní síly.  Viz též Diví lidé.

### Fasces
Umělá figura, jde o svazek prutů, převázaných červenými řemínky, z nichž vyniká sekera.

### Hermés
Též Merkur, muž s kloboukem, okřídlenými botami a holí (ta je také okřídlená), posel bohů.

### Hříč
Umělá figura, v heraldice se vyskytuje nejspíš jen v českých zemích, jedná se o tři ostré háky na konci spojené.
Tyto háky (pušťadla) se používaly pro pouštění žilou koním. (Kekulové ze Stradonic)

Opočno, okres Louny
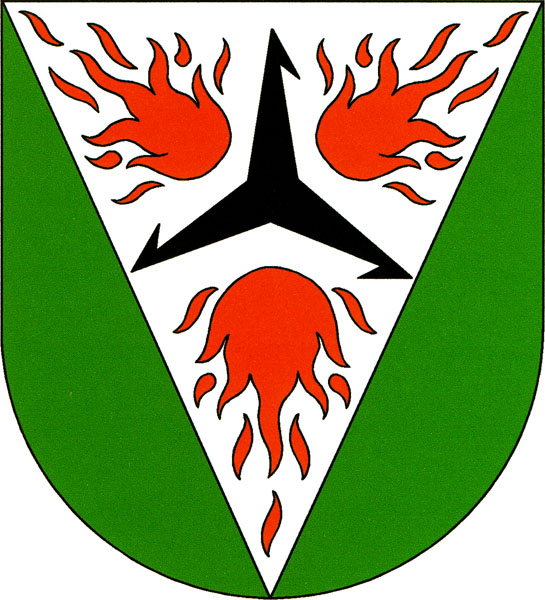
Ohníč, okres Teplice

### Cherubín
Anděl, kreslí se jako dětská hlavička se dvěma křídly.

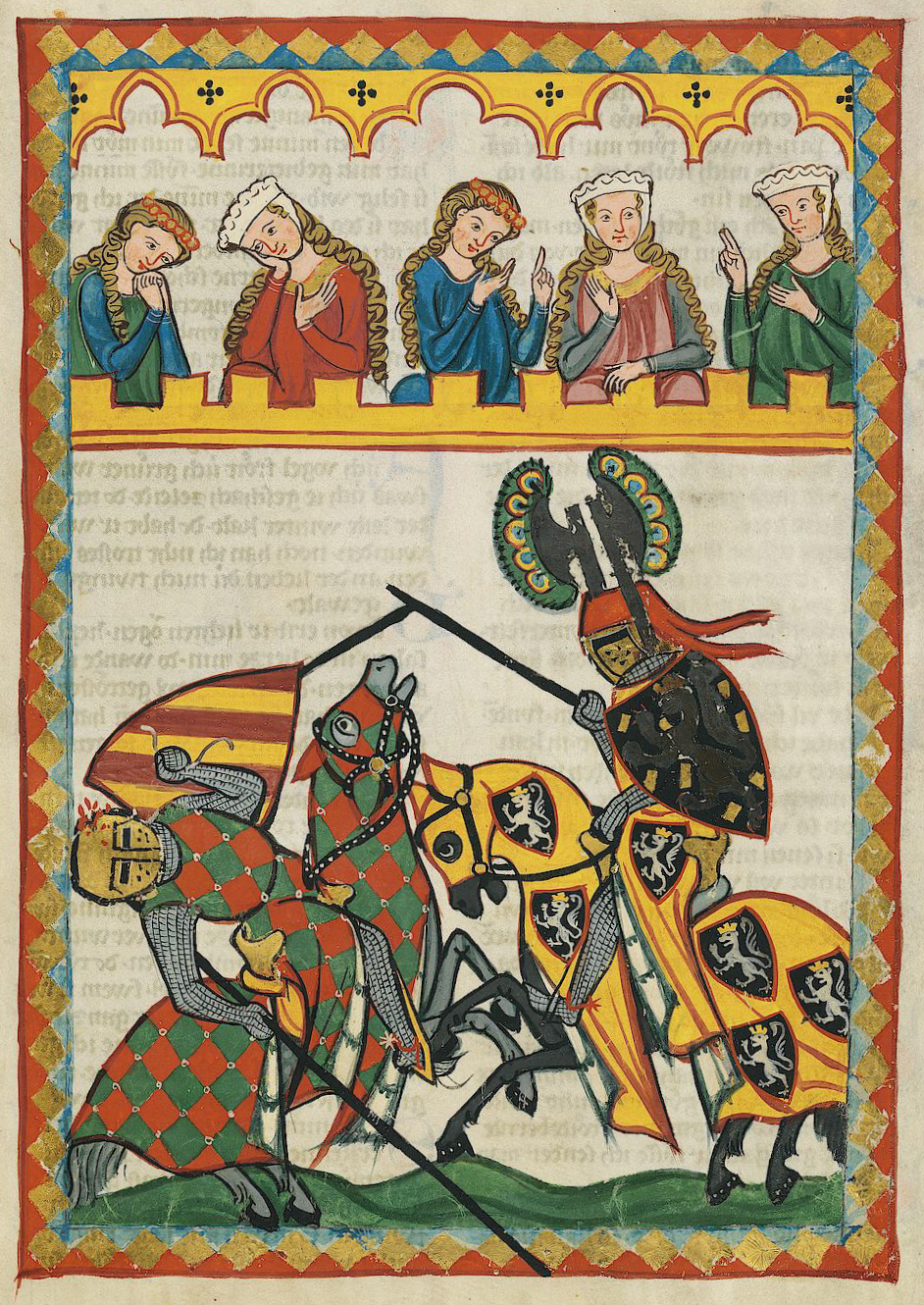
Malba rytíře, jehož helmice má dvojitou kytu

### Kyta
Svazek pavích per (paví kytka), často užívaný jako chochol na přilbě. Označován také jako paví vějíř či nesprávně jako paví kýta. Na území Česka užíván pány z Lipé (od nich i na znaku Ivančic) a Lichtenburky. Dále se například vyskytuje ve znaku Merklína.

### Lekno
Leknínový dvojlist spojený v jeden kořen. (Kounicové, Martinicové)

### Minerva
Žena s přilbou, štítem a oštěpem, bohyně války.

### Neptun
Též merman nebo Triton, vousatý stařec s trojzubcem, jeho tělo je od pasu dolů zakončeno rybím ocasem, bůh moří.

### Odřivous
Též zavinutá střela, šíp k jehož konci je přivázána látka, de facto zápalný šíp. (Benešovci, Bavorové ze Strakonic)

### Ostrev

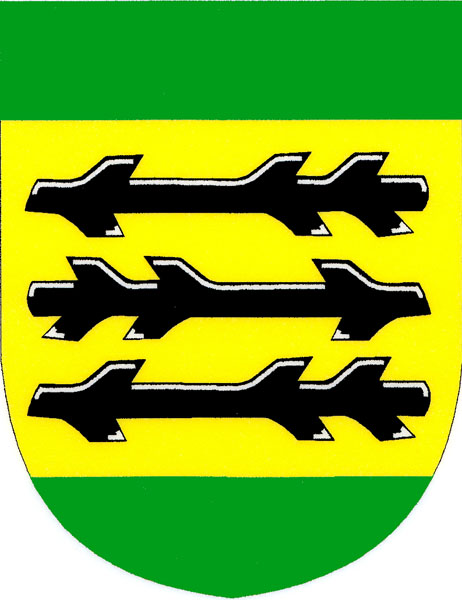
Ostrve ve znaku Horního Bezděkova

Hrubě opracovaná větev nebo kmen se zbytky suků (jejich počet se blasonuje) používaná ve válce jako primitivní žebřík, v zemědělství jako konstrukce na sušení sena.
Vyskytuje se např. v erbu Ronovců (Ronne je staroněmecký název pro ostrev).

### Oškrt
Čtyř-, šesti- nebo osmihranný ocelový nástroj na opracovávání mlýnských kamenů, vzácná umělá figura.

### Perisonium
Též pružec, páska ve tvaru půlměsíce přes prsa ptáka, někdy může mít uprostřed křížek a být zakončená trojlístky.
Touto páskou se pták připevňoval na štít. (Slezsko)

### Serafín
Anděl, dětská hlavička se šesti křídly.

### Slunce
Kreslí se s obličejem a paprsky. (Opočno)

### Svatozář
- Aureola – zlatý kruh za hlavou světce nebo jeho atributu.
- Mandorla – ve tvaru elipsy, někdy zahrocené.
- Nimbus – ve tvaru věnce, někdy tvořeného hvězdami.

### Šraňk
Umělá figura, jedná se o plot, který odděloval jízdní dráhy při rytířských turnajích.

### Trojnožka
Tři ohnuté nohy spojené v kyčlích. (cech ševců, ostrov Man)

### Uroboros
Uroboros je starodávný symbol, který zobrazuje hada nebo draka požírajícího svůj vlastní ocas, je to jeden ze symbolů nekonečna.